# Paroxylakis setosa
Paroxylakis setosa är en insektsart som beskrevs av Sigfrid Ingrisch 1998. Paroxylakis setosa ingår i släktet Paroxylakis och familjen vårtbitare. Inga underarter finns listade i Catalogue of Life.